# Serra de Corsavell
La Serra de Corsavell és una serra situada al municipi d'Albanyà a la comarca de l'Alt Empordà, amb una elevació màxima de 1.176 metres.